# Vit vanda
Vit vanda (Vanda cristata) är en orkidéart som beskrevs av Nathaniel Wallich och John Lindley. Vanda cristata ingår i släktet Vanda och familjen orkidéer. Inga underarter finns listade i Catalogue of Life.

## Bildgalleri

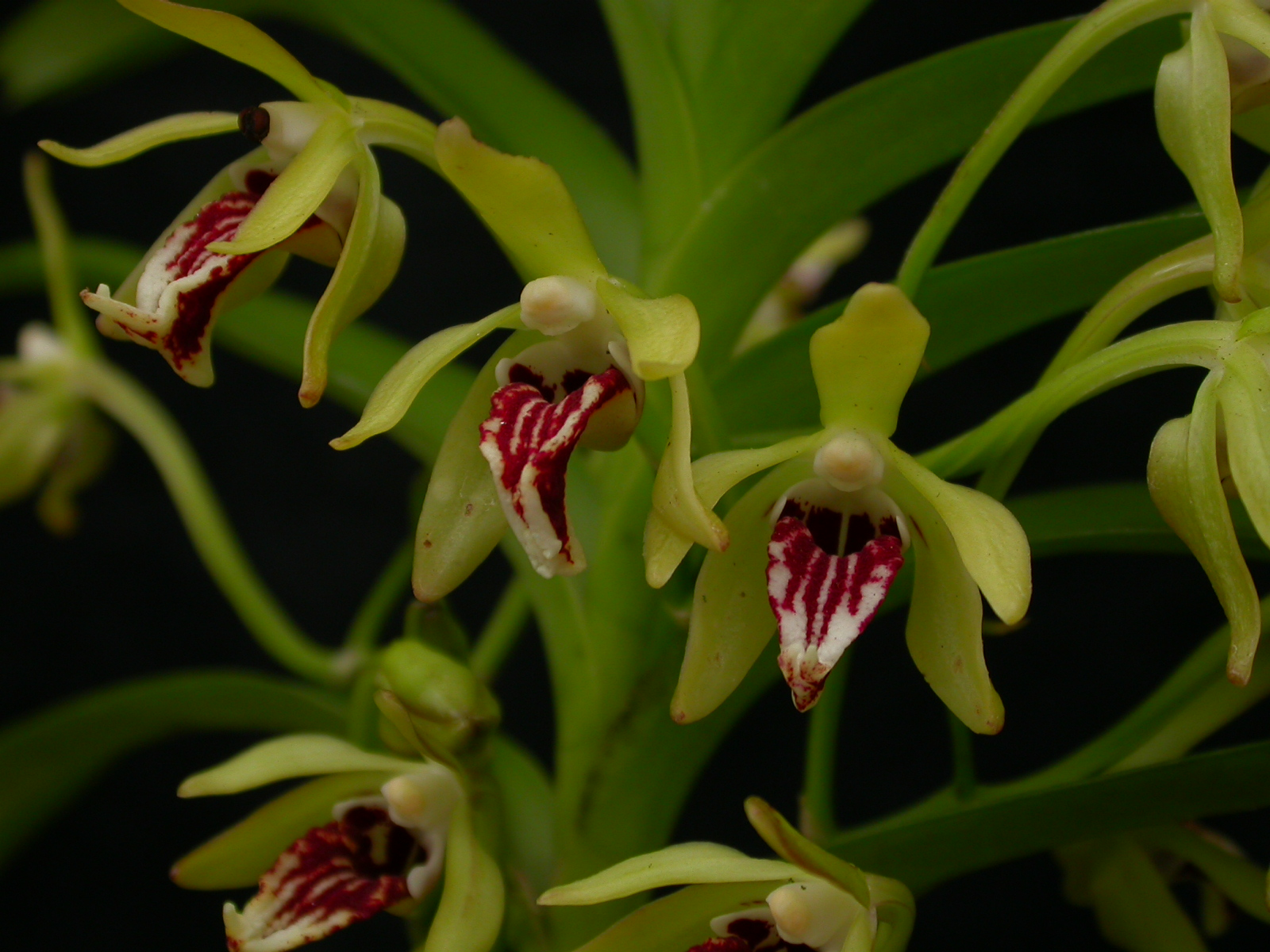
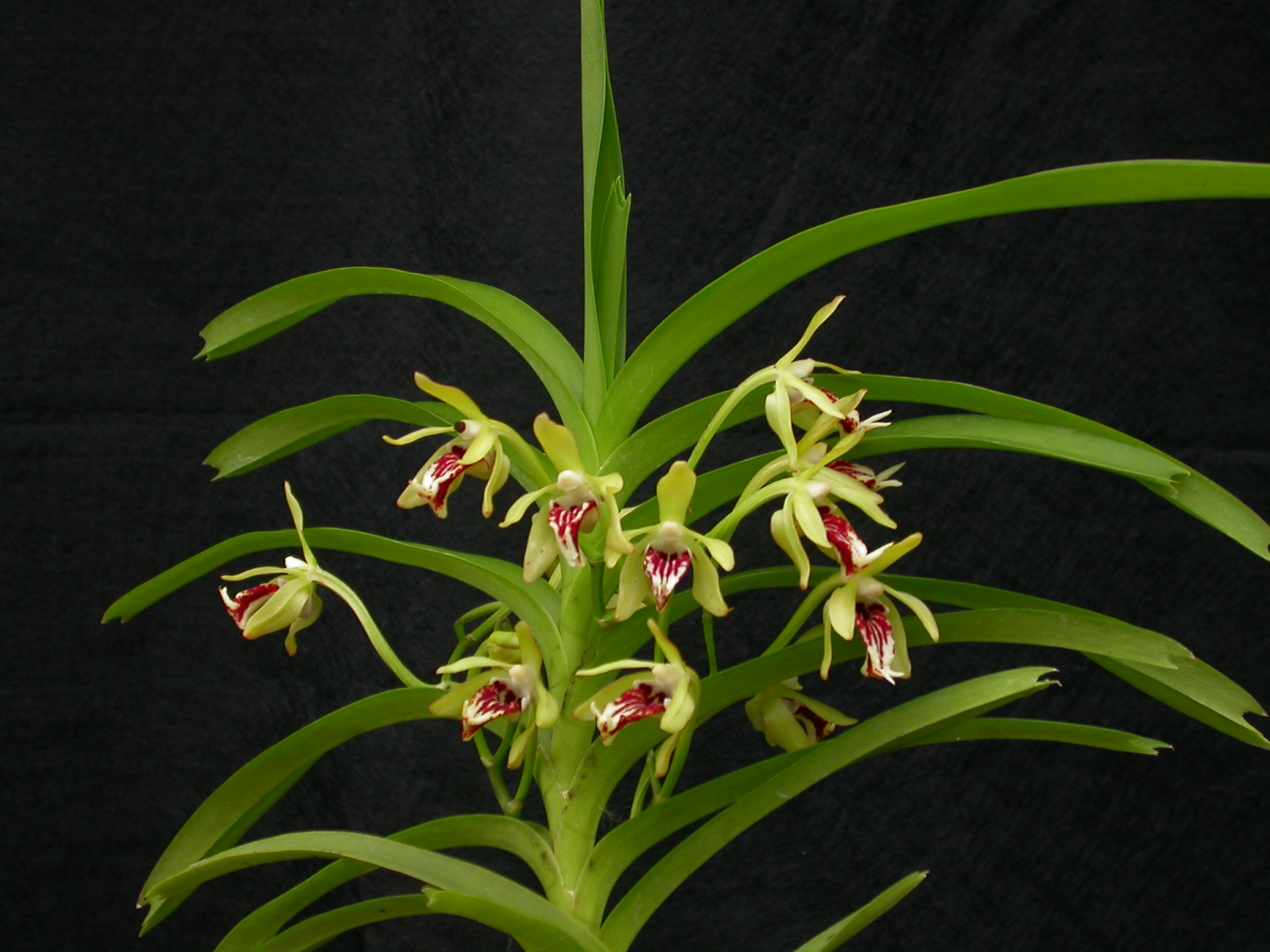
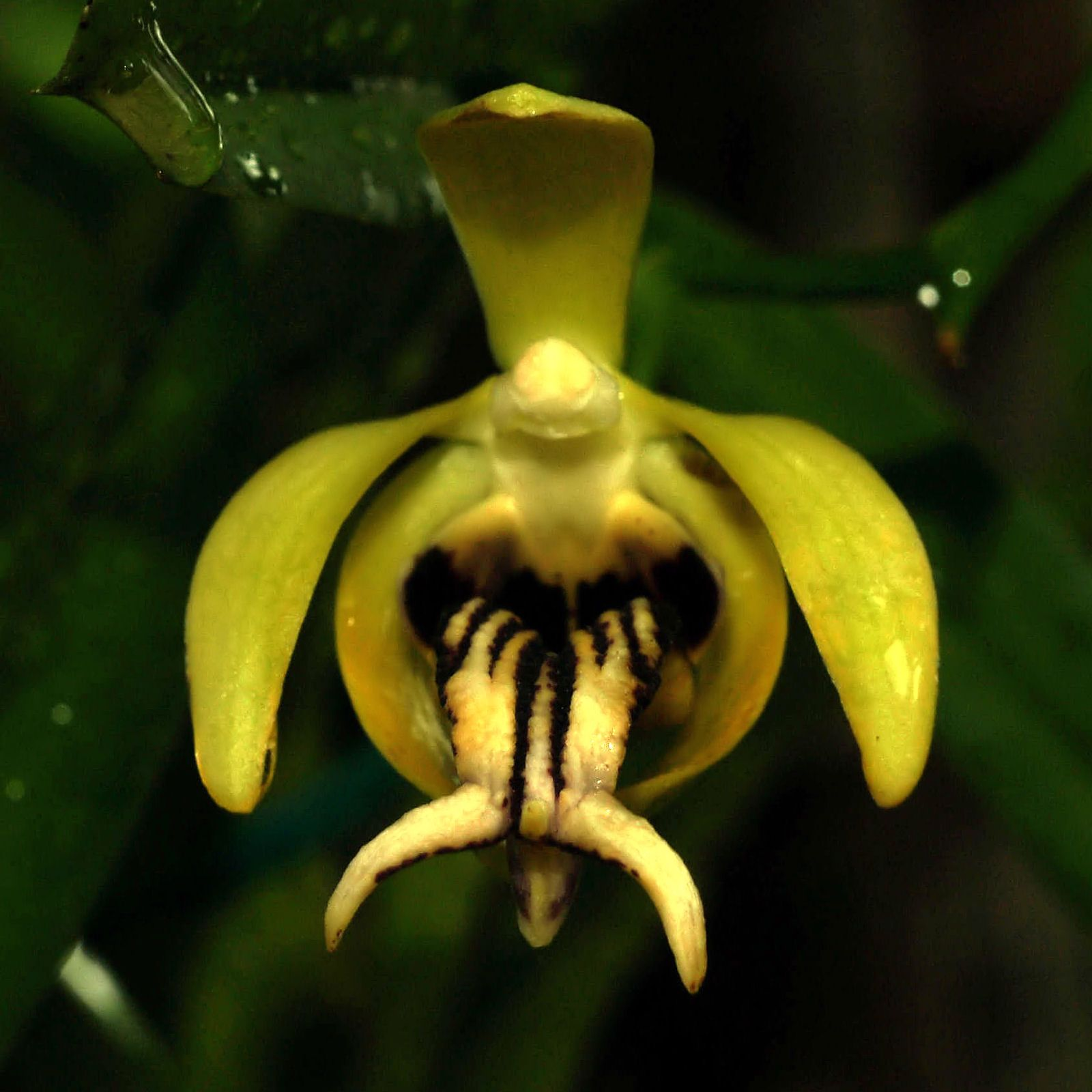
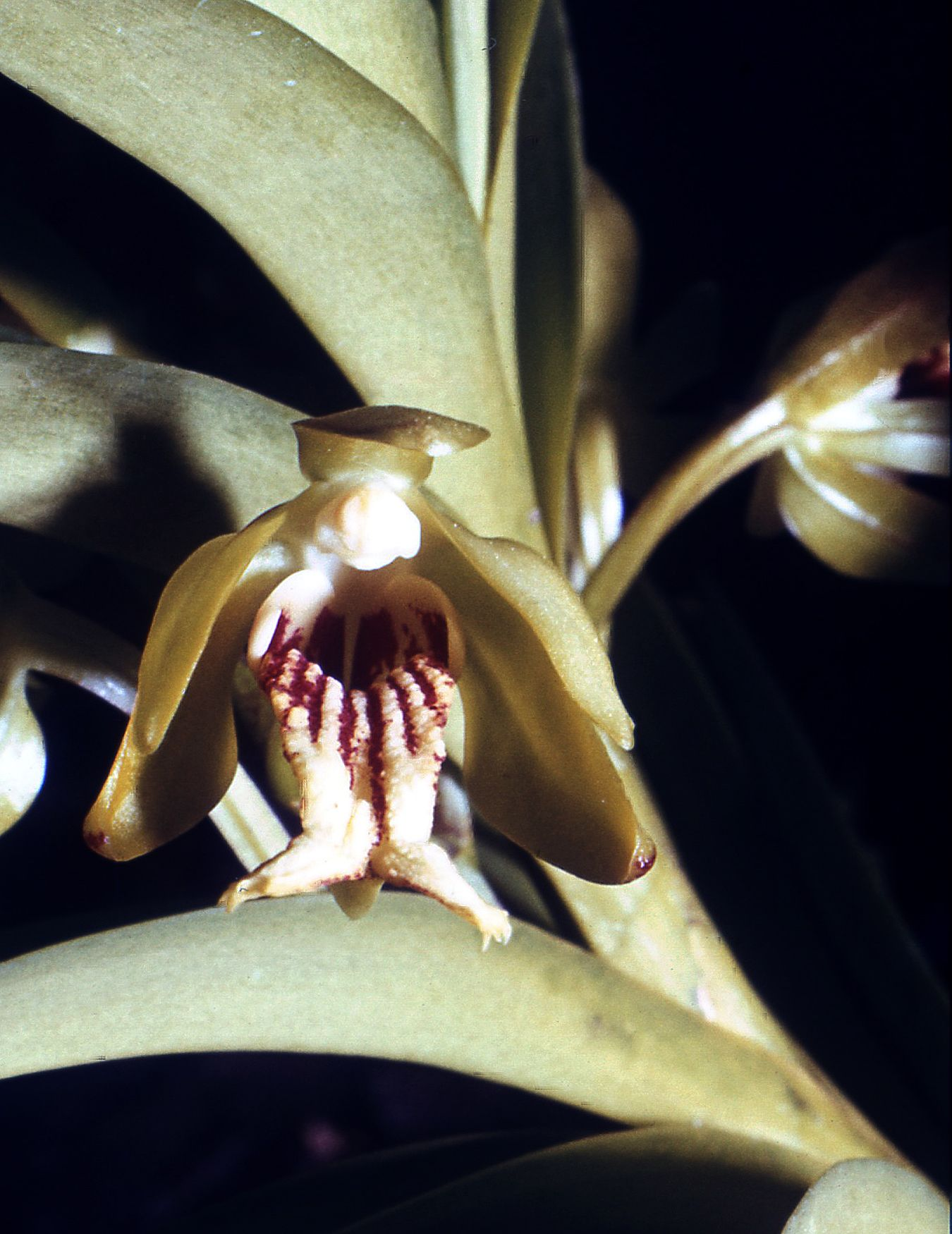
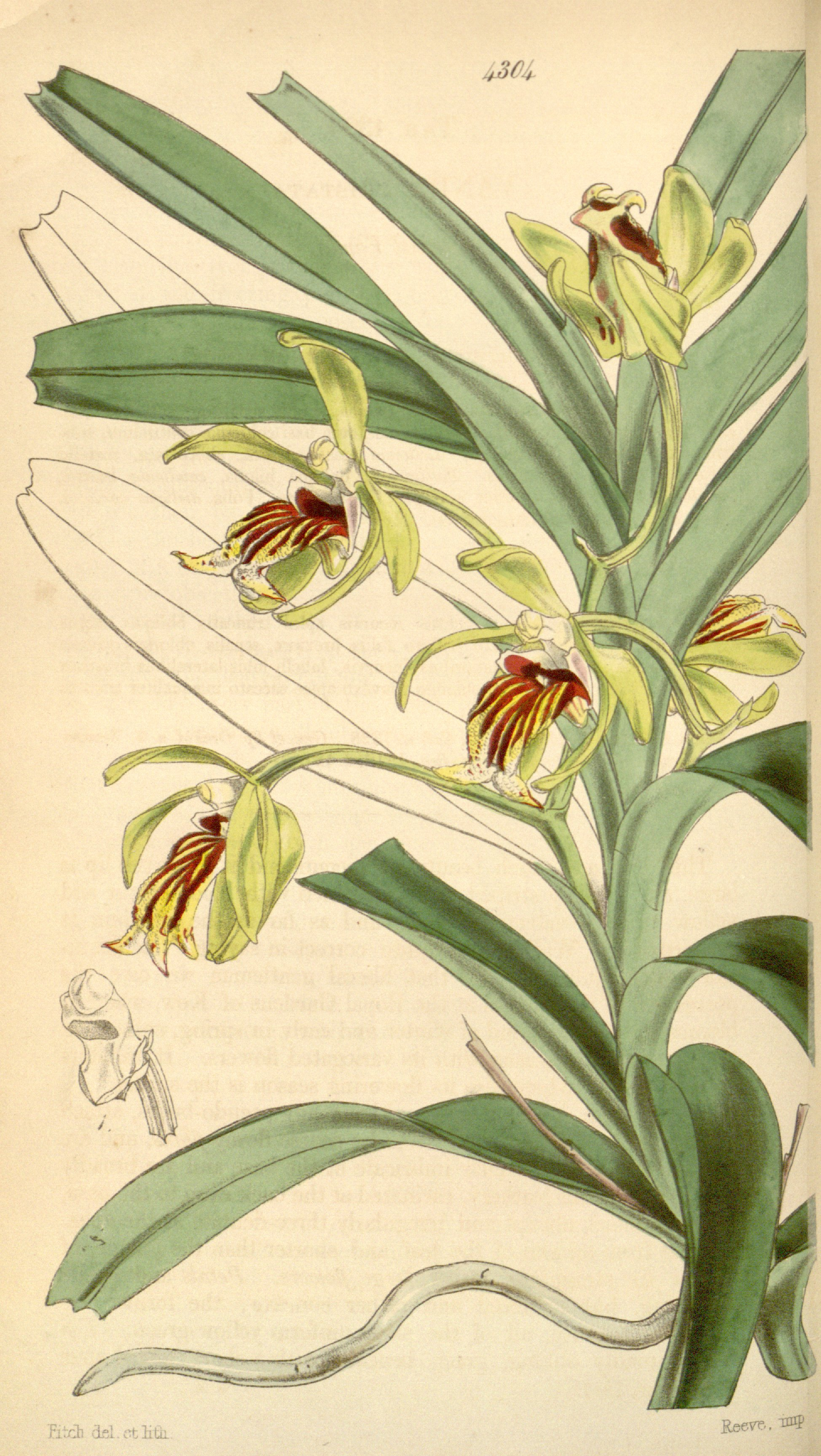
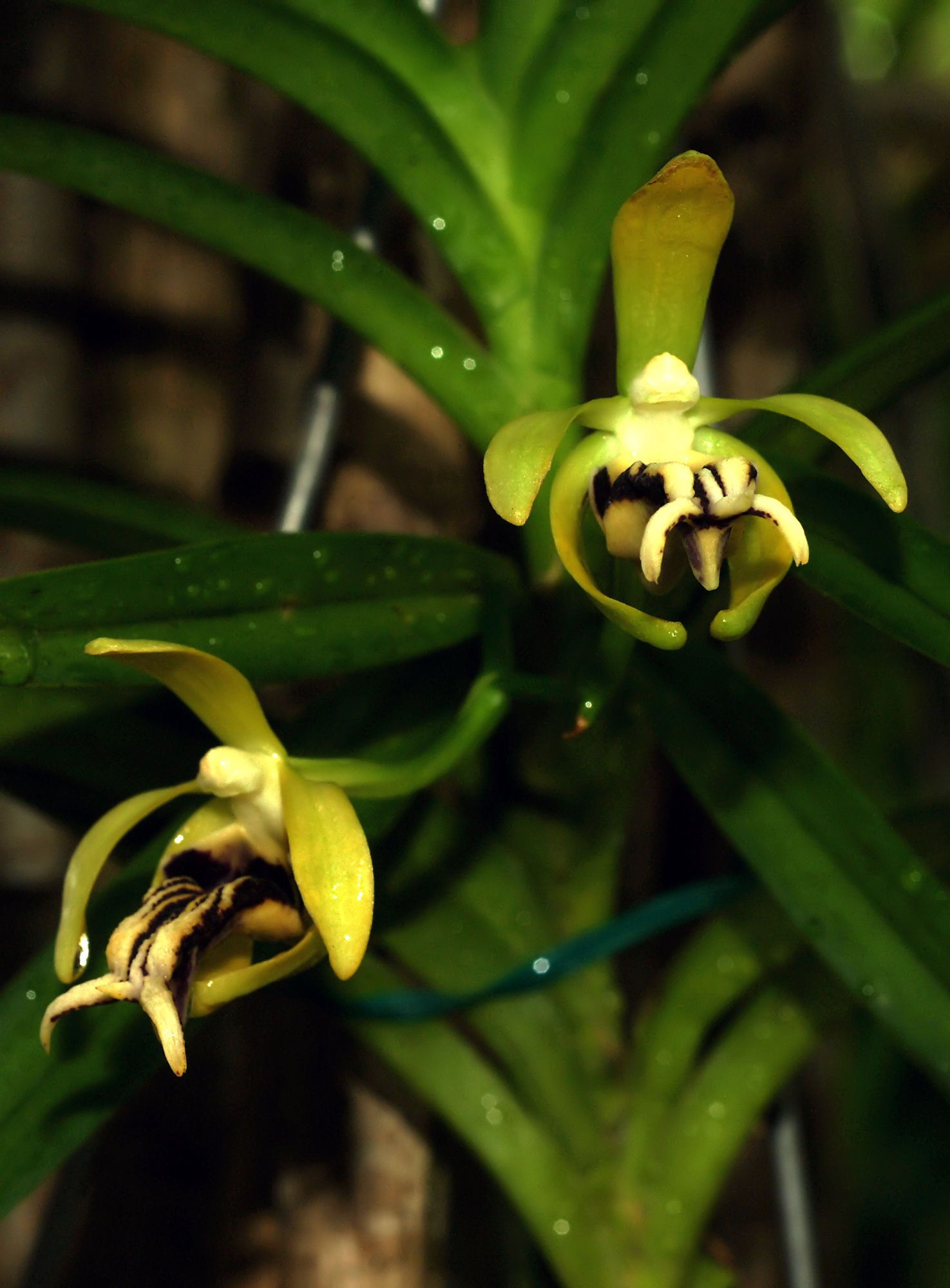